# Concours Eurovision de la chanson 1985
- Pays participants
- Pays ayant participé dans le passé

Luxembourg 1984 Bergen 1986
Le Concours Eurovision de la chanson 1985 fut la trentième édition du concours. Il se déroula le samedi 4 mai 1985, à Göteborg, en Suède. Il fut remporté par la Norvège, avec la chanson La det swinge, interprétée par Bobbysocks. L'Allemagne termina deuxième et la Suède, pays hôte, troisième.

## Organisation
La Suède, qui avait remporté l'édition 1984, se chargea de l’organisation de l’édition 1985.
Pour la toute première fois, des tickets permettant d’assister aux répétitions furent mis en vente.

## Pays participants
Dix-neuf pays participèrent au trentième concours. 
La Grèce et Israël firent leur retour. Les Pays-Bas se désistèrent car la date du concours coïncidait avec la journée nationale du Souvenir commémorant les victimes de la Seconde Guerre mondiale et des autres guerres. La Yougoslavie se désista également, le concours tombant le jour anniversaire du décès du maréchal Tito.

## Format

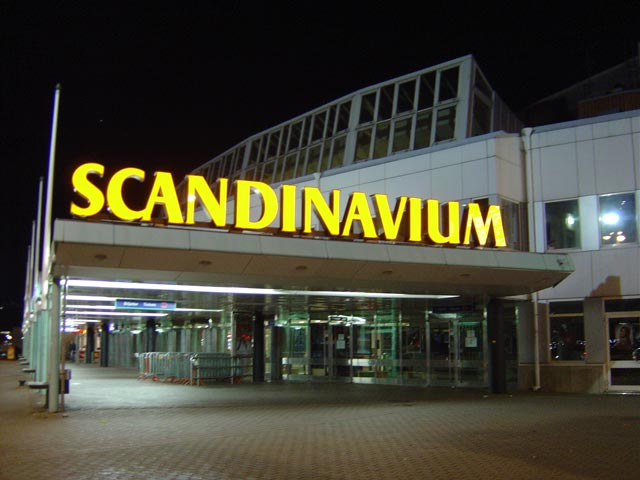
Le Scandinavium, à Göteborg.

Le concours eut lieu au Scandinavium, à Göteborg, salle de spectacle et d’évènements sportifs. Il s’agit de la plus vaste salle jamais utilisée jusqu'alors pour accueillir le concours. Pouvant aller jusqu’à 14 000, le nombre de places fut réduit à 8 000, à la suite de l'édification d’une vaste scène.
L’orchestre était situé à gauche de la scène, sous un mur décoré de formes trapézoïdales et d’une gigantesque reproduction du logo. Le tableau de vote et le pupitre du superviseur étaient placés à droite de la scène, sur un podium séparé. La scène elle-même, de couleur blanche, se composait de plusieurs plateaux, de formes géométriques et de hauteurs différentes, imbriqués les uns dans les autres. Ils étaient parcourus de bandes noires et de bordures lumineuses. Un large escalier, pourvu de marches lumineuses, permettait d’y accéder des coulisses. Le décor comportait deux structures principales. À gauche, une sculpture faite de trois triangles dorés et d’un grillage cubique. À droite, une structure tubulaire supportant des motifs en forme de voile de bateau et de palmiers. Des boules de plastiques lumineuses étaient suspendues ou posées un peu partout. L’ensemble du décor était parcouru par des néons aux formes et couleurs diverses.
Le programme dura près de deux heures et quarante-cinq minutes. 
La présentatrice de la soirée fut Lill Lindfors. Elle s’adressa aux téléspectateurs presque exclusivement en anglais, ne recourant que très rarement au français. 
L'orchestre était dirigé par Curt-Eric Holmquist.

## Ouverture
L’ouverture du concours débuta par une vidéo montrant des vues touristiques de Göteborg et se concluant par un plan large sur le Scandinavium. La caméra dévoila alors la scène et l’orchestre. Une voix annonça : « Ladies and gentlemen, Meine Damen und Herren, mesdames et messieurs, your presenter : Miss Lill Lindfors ! » Lill Lindfors descendit l’escalier et s’avança sur la scène. Elle chanta alors une composition jazz, « My Joy is Building Bricks of Music ». L'orchestre et le public applaudirent en rythme, durant sa prestation. Ce fut la première fois dans l’histoire du concours qu’une présentatrice chanta.
Lill Lindfors fit ensuite les introductions d’usage, en disant : « Music knows no boundaries, and that's especially true tonight. » Elle rappela que le concours fêtait cette année-là ses trente ans. Elle annonça que l’hôte d’honneur de l’édition 1985, était la toute première gagnante du concours, Lys Assia. La caméra fit un plan sur cette dernière, qui se leva pour saluer le public, tandis que l’orchestre jouait la partition de Refrain, la première chanson gagnante du concours.
Enfin, Lill Lindfors salua les auteurs et compositeurs, assis dans le public, et en profita pour saluer de même sa mère.

## Cartes postales
Les cartes postales se concentrèrent sur les auteurs et les compositeurs. Une courte vidéo les montrait, déambulant dans Göteborg, durant la semaine des répétitions. Lill Lindfors introduisit ensuite les chansons, les artistes et les chefs d’orchestre, souvent dans la langue nationale du pays concerné. À chaque fois, elle tint dans sa main une reproduction miniature du drapeau du pays.

## Chansons
Dix-neuf  chansons concoururent pour la victoire. 
La chanson irlandaise avait été écrite par Brendan Graham. Il était l’auteur de la chanson ayant représenté l’Irlande en 1976. Il reviendra en 1994 et remportera enfin la victoire. Quant à Maria Christian, elle fit parler d’elle dans la presse, car elle était aveugle depuis l'âge de 9 ans.
Les représentants danois, Kirsten Siggard et Søren Bundgaard, se firent accompagner sur scène par la fille de ce dernier, Lea, alors âgée de huit ans.
La chanson espagnole avait été écrite par Juan Carlos Calderón, l’auteur de Eres tu, qui avait terminé deuxième en 1973. Elle était donnée favorite par les parieurs, mais ne termina qu’à la quatorzième place, à la très grande déception de la délégation espagnole. L’interprète, Paloma San Basilio, porta ce soir-là une robe, dont la valeur fut estimée à 1 400 dollars.
La représentante portugaise, Adelaide, finit sa prestation, prostrée et en larmes, emportée par l’émotion.
Le groupe allemand Wind avait été spécialement formé pour le concours. Il était l’autre grand favori des parieurs. Il fit longtemps la course en tête, avant d'être dépassé par la Norvège et de finir à la 2e place.
La représentante anglaise, Vikki, recourut à un accessoire : une chaise qu’elle avait achetée aux puces.
Les représentants du Luxembourg détiennent toujours le record du plus long nom d’artiste de l’histoire du concours.

## Chefs d'orchestre
| Noel Kelehan | Ossi Runne          | Charis Andreadis | Wolfgang Käfer       | Juan Carlos Calderón | Michel Bernholc  |
| ------------ | ------------------- | ---------------- | -------------------- | -------------------- | ---------------- |
| - Irlande    | - Finlande          | - Chypre - Grèce | - Danemark           | - Espagne            | - France         |
| Garo Mafyan  | Curt-Eric Holmquist | José Calvário    | Rainer Pietsch       | Kobi Oshrat          | Fiorenzo Zanotti |
| - Turquie    | - Belgique - Suède  | - Portugal       | - Allemagne          | - Israël             | - Italie         |
| Terje Fjærn  | John Coleman        | Anita Kerr       | Richard Österreicher | Norbert Daum         |                  |
| - Norvège    | - Royaume-Uni       | - Suisse         | - Autriche           | - Luxembourg         |                  |

## Entracte
Le spectacle d'entracte fut fourni par le groupe Guitars Unlimited, composé de Peter Almqvist et d’Ulf Wakenius. Ils interprétèrent à la guitare, accompagnés par l’orchestre, « Swedish Evergreens », un pot-pourri de chansons suédoises. Leur prestation fut ponctuée de plusieurs vues de paysages suédois.

## Surprise
Après l’entracte, Lill Lindfors fit son retour sur scène, vêtue d’une robe verte. Le bas de sa robe se détacha alors, la laissant en slip blanc. Le public poussa des cris de surprise. Apparemment paniquée, Lill Lindfors fit plusieurs gestes désespérés à l’attention de la régie, afin que les caméras ne cadrent que son buste. Mais soudain, elle déplia le drapé de ses épaules et se retrouva toute vêtue de blanc. Le public se mit à rire et à applaudir. S’approchant du micro, Lill Lindfors dit : « I just wanted you to wake up a little. »
Il s’agissait en réalité d’une plaisanterie, demeurée secrète jusqu’au bout et qui n’avait même pas été répétée. Le bas de la robe de Lindfors était attaché à un fil, qui fut tiré par un technicien en coulisses. Le superviseur de l'UER, Frank Naef, n’apprécia que fort peu cette plaisanterie. Quant à son épouse, elle en fut tout simplement choquée.

## Coulisses
Durant le vote, la caméra fit de nombreux plans sur les artistes à l’écoute des résultats. Apparurent notamment Elisabeth Andreassen, Hanne Krogh, Kikki Danielsson, le groupe Wind, Al Bano, Romina Power, Izhar Cohen, Paloma San Basilio et Maria Christian. 

## Vote
Le vote fut décidé entièrement par un panel de jurys nationaux. Les différents jurys furent contactés par téléphone, selon l'ordre de passage des pays participants. Chaque jury devait attribuer dans l'ordre 1, 2, 3, 4, 5, 6, 7, 8, 10 et 12 points à ses dix chansons préférées. Les points furent énoncés dans l’ordre ascendant, de un à douze. 
Le superviseur délégué sur place par l'UER fut Frank Naef. 
Pour la première fois, le tableau indiqua la position des pays durant le vote, à l’aide d’une case supplémentaire, placée entre le drapeau et le nom des pays. 
L’Allemagne s’empara rapidement de la tête et mena durant les trois premiers quarts. Le vote fut totalement renversé par les cinq derniers jurys. Trois d’entre eux n’attribuèrent aucun point à l’Allemagne. La Norvège passa alors brusquement en tête, lorsque les jurys suédois et autrichiens lui attribuèrent leurs "douze points", et décrocha finalement la victoire.

## Résultats
Ce fut la première victoire de la Norvège au concours. Ce fut également la première victoire au concours d'une chanson en norvégien.
Le score final de 123 points demeure le plus bas jamais obtenu par une chanson gagnante, dans le cadre de ce système de vote. La Norvège obtint la note maximale de huit pays (soit 96 points), mais les dix autres pays ne lui attribuèrent au total que 27 points. Le pays ne reçut ni "huit", ni "dix points". 
Les Bobbysocks reçurent la médaille du grand prix des mains des frères Herreys, gagnants de l'année précédente. L’auteur de la chanson, Rolf Løvland, jeta son bouquet de roses dans l'orchestre. 
Après les avoir invité à reprendre La det swinge, Lill Lindfors leur dit : « I must say I am honestly very happy that this happened because Norway has been last on so many times that you really deserve it. » Ce à quoi, Hanne Krogh répliqua : « You're happy? What do you think we are? », et Elisabeth Andreassen : « I'm so happy. » Elles firent alors leur reprise en norvégien et en anglais et reçurent une ovation debout du public dans la salle.
| Ordre | Pays        | Artiste(s)                                                                 | Chanson                             | Langue      | Place | Points |
| ----- | ----------- | -------------------------------------------------------------------------- | ----------------------------------- | ----------- | ----- | ------ |
| 01    | Irlande     | Maria Christian                                                            | Wait Until the Weekend Comes        | Anglais     | 6     | 91     |
| 02    | Finlande    | Sonja Lumme                                                                | Eläköön elämä                       | Finnois     | 9     | 58     |
| 03    | Chypre      | Lía Víssi                                                                  | To katálava argá (To kατάλαβα aργά) | Grec        | 16    | 15     |
| 04    | Danemark    | Hot Eyes                                                                   | Sku' du spørg' fra no'en?           | Danois      | 11    | 41     |
| 05    | Espagne     | Paloma San Basilio                                                         | La fiesta terminó                   | Espagnol    | 14    | 36     |
| 06    | France      | Roger Bens                                                                 | Femme dans ses rêves aussi          | Français    | 10    | 56     |
| 07    | Turquie     | MFÖ                                                                        | Didai didai dai                     | Turc        | 14    | 36     |
| 08    | Belgique    | Linda Lepomme                                                              | Laat me nu gaan                     | Néerlandais | 19    | 7      |
| 09    | Portugal    | Adelaide                                                                   | Penso em ti (eu sei)                | Portugais   | 18    | 9      |
| 10    | Allemagne   | Wind                                                                       | Für alle                            | Allemand    | 2     | 105    |
| 11    | Israël      | Izhar Cohen                                                                | Olé, Olé (עולה, עולה)               | Hébreu      | 5     | 93     |
| 12    | Italie      | Al Bano & Romina Power                                                     | Magic Oh Magic                      | Italien     | 7     | 78     |
| 13    | Norvège     | Bobbysocks                                                                 | La det swinge                       | Norvégien   | 1     | 123    |
| 14    | Royaume-Uni | Vikki                                                                      | Love Is                             | Anglais     | 4     | 100    |
| 15    | Suisse      | Mariella Farré & Pino Gasparini                                            | Piano, piano                        | Allemand    | 12    | 39     |
| 16    | Suède H T   | Kikki Danielsson                                                           | Bra vibrationer                     | Suédois     | 3     | 103    |
| 17    | Autriche    | Gary Lux                                                                   | Kinder dieser Welt                  | Allemand    | 8     | 60     |
| 18    | Luxembourg  | Margo, Franck Olivier, Diane Solomon, Ireen Sheer, Chris & Malcolm Roberts | Children, Kinder, Enfants           | Français1   | 13    | 37     |
| 19    | Grèce       | Takis Biniaris                                                             | Miázoume (Μοιάζουμε)                | Grec        | 16    | 15     |

- 1 Comporte également des paroles en allemand et en anglais

## Anciens participants
| Artiste                                     | Pays       | Année(s) précédente(s)                      |
| ------------------------------------------- | ---------- | ------------------------------------------- |
| Al Bano & Romina Power                      | Italie     | 1976                                        |
| Elisabeth Andreassen (membre de Bobbysocks) | Norvège    | 1982 (pour la Suède, comme membre de Chips) |
| Hanne Krogh (membre de Bobbysocks)          | Norvège    | 1971                                        |
| Izhar Cohen                                 | Israël     | 1978 (vainqueur)                            |
| Kikki Danielsson                            | Suède      | 1982 (comme membre de Chips)                |
| Mariella Farré                              | Suisse     | 1983                                        |
| Pino Gasparini                              | Suisse     | 1977 (comme membre de Pepe Lienhard Band)   |
| Hot Eyes                                    | Danemark   | 1984                                        |
| Gary Lux                                    | Autriche   | 1983 (comme membre de Westend)              |
| Ireen Sheer                                 | Luxembourg | 1974, 1978 (pour l'Allemagne)               |

## Tableau des votes
| Drapeau de l'Irlande | Drapeau de la Finlande                            | Drapeau de Chypre | Drapeau du Danemark | Drapeau de l'Espagne | Drapeau de la France | Drapeau de la Turquie | Drapeau de la Belgique | Drapeau du Portugal | Drapeau de l'Allemagne | Drapeau d’Israël | Drapeau de l'Italie | Drapeau de la Norvège | Drapeau du Royaume-Uni | Drapeau de la Suisse | Drapeau de la Suède | Drapeau de l'Autriche | Drapeau du Luxembourg | Drapeau de la Grèce | Total |    |     |
| Pays                 | Irlande                                           |                   | 1                   | 7                    | 3                    | 4                     | 3                      | 5                   | 8                      | 8                | 4                   | 8                     | 12                     | 3                    | 3                   | 5                     | 7                     | 10                  | –     | –  | 91  |
| Pays                 | Finlande                                          | 6                 |                     | 6                    | –                    | 6                     | –                      | 3                   | –                      | –                | –                   | 1                     | 7                      | –                    | 7                   | 2                     | 10                    | –                   | –     | 10 | 58  |
| Pays                 | Chypre                                            | 1                 | –                   |                      | –                    | –                     | –                      | –                   | –                      | –                | –                   | –                     | 3                      | –                    | –                   | 3                     | –                     | –                   | –     | 8  | 15  |
| Pays                 | Danemark                                          | –                 | –                   | 3                    |                      | –                     | 10                     | –                   | 3                      | 1                | 6                   | –                     | 2                      | 6                    | –                   | –                     | 5                     | 5                   | –     | –  | 41  |
| Pays                 | Espagne                                           | 2                 | 8                   | 1                    | –                    |                       | –                      | 12                  | –                      | 2                | –                   | –                     | –                      | –                    | 4                   | –                     | –                     | –                   | 1     | 6  | 36  |
| Pays                 | France                                            | –                 | 5                   | 4                    | –                    | –                     |                        | 1                   | –                      | 3                | –                   | 3                     | 10                     | –                    | 2                   | 4                     | 6                     | 3                   | 3     | 12 | 56  |
| Pays                 | Turquie                                           | 7                 | 2                   | –                    | –                    | 3                     | –                      |                     | 1                      | –                | 2                   | –                     | –                      | 1                    | 8                   | 12                    | –                     | –                   | –     | –  | 36  |
| Pays                 | Belgique                                          | –                 | –                   | –                    | –                    | –                     | –                      | 7                   |                        | –                | –                   | –                     | –                      | –                    | –                   | –                     | –                     | –                   | –     | –  | 7   |
| Pays                 | Portugal                                          | –                 | –                   | –                    | –                    | –                     | –                      | 2                   | –                      |                  | –                   | –                     | –                      | –                    | –                   | –                     | –                     | –                   | –     | 7  | 9   |
| Pays                 | Allemagne                                         | 4                 | 10                  | 12                   | 10                   | 10                    | 8                      | –                   | 10                     | 7                |                     | 7                     | –                      | 8                    | 1                   | –                     | 8                     | –                   | 10    | –  | 105 |
| Pays                 | Israël                                            | 8                 | –                   | 5                    | 4                    | 8                     | 12                     | –                   | –                      | 5                | 7                   |                       | 5                      | 10                   | 5                   | 7                     | 2                     | 7                   | 6     | 2  | 93  |
| Pays                 | Italie                                            | –                 | 6                   | 10                   | 1                    | 12                    | 5                      | 8                   | 2                      | 12               | –                   | 4                     |                        | –                    | –                   | –                     | –                     | 6                   | 12    | –  | 78  |
| Pays                 | Norvège                                           | 12                | 4                   | –                    | 12                   | 1                     | 2                      | –                   | 12                     | –                | 12                  | 12                    | 6                      |                      | 12                  | 6                     | 12                    | 12                  | 7     | 1  | 123 |
| Pays                 | Royaume-Uni                                       | 5                 | 7                   | –                    | 5                    | 5                     | 6                      | 10                  | 6                      | 6                | 5                   | 2                     | 8                      | 7                    |                     | 10                    | 4                     | 2                   | 8     | 4  | 100 |
| Pays                 | Suisse                                            | –                 | 3                   | 2                    | 6                    | –                     | –                      | 6                   | 5                      | 4                | 1                   | –                     | –                      | 5                    | –                   |                       | 1                     | 1                   | 2     | 3  | 39  |
| Pays                 | Suède                                             | 10                | 12                  | –                    | 8                    | 2                     | 7                      | 4                   | 7                      | –                | 8                   | 6                     | 4                      | 12                   | 6                   | 8                     |                       | 4                   | 5     | –  | 103 |
| Pays                 | Autriche                                          | 3                 | –                   | –                    | 7                    | –                     | 1                      | –                   | 4                      | –                | 10                  | 10                    | –                      | 2                    | 10                  | 1                     | 3                     |                     | 4     | 5  | 60  |
| Pays                 | Luxembourg                                        | –                 | –                   | –                    | 2                    | –                     | 4                      | –                   | –                      | 10               | 3                   | 5                     | 1                      | 4                    | –                   | –                     | –                     | 8                   |       | –  | 37  |
| Pays                 | Grèce                                             | –                 | –                   | 8                    | –                    | 7                     | –                      | –                   | –                      | –                | –                   | –                     | –                      | –                    | –                   | –                     | –                     | –                   | –     |    | 15  |
| Pays                 | Le tableau suit l'ordre de passage des candidats. |                   |                     |                      |                      |                       |                        |                     |                        |                  |                     |                       |                        |                      |                     |                       |                       |                     |       |    |     |

## Télédiffuseurs
| Pays        | Télédiffuseur(s)           | Commentateur(s)              | Porte-parole           |
| ----------- | -------------------------- | ---------------------------- | ---------------------- |
| Allemagne   | Erstes Deutsches Fernsehen | Ado Schlier                  | Christoph Deumling     |
| Allemagne   | Deutschlandfunk            | Roger Horné                  | Christoph Deumling     |
| Autriche    | FS1                        | Ernst Grissemann             | Chris Lohner           |
| Autriche    | Hitradio Ö3                | Walter Richard Langer        | Chris Lohner           |
| Belgique    | RTBF1                      | Jacques Mercier              | Anne Ploegaerts        |
| Belgique    | RTBF La Première           | Jacques Olivier              | Anne Ploegaerts        |
| Belgique    | BRT TV1                    | Luc Appermont                | Anne Ploegaerts        |
| Belgique    | BRT Radio 2                | Julien Put & Herwig Haes     | Anne Ploegaerts        |
| Chypre      | RIK                        | Themis Themistokleous        | Anna Partelidou        |
| Chypre      | CyBC Radio 2               | Neophytos Taliotis           | Anna Partelidou        |
| Danemark    | DR TV                      | Jørgen de Mylius             | Bent Henius            |
| Danemark    | DR P3                      | Poul Birch Eriksen           | Bent Henius            |
| Espagne     | TVE2                       | Antonio Gómez                | Matilde Jarrín         |
| Finlande    | YLE TV1                    | Heikki Harma & Kari Lumikero | Annemi Genetz          |
| Finlande    | YLE Radio Suomi            | Jake Nyman                   | Annemi Genetz          |
| France      | Antenne 2                  | Patrice Laffont              | Élisabeth Tordjman     |
| France      | France Inter               | Julien Lepers                | Élisabeth Tordjman     |
| Grèce       | ERT                        | Mako Georgiadou              | Kelly Sakakou          |
| Irlande     | RTÉ1                       | Linda Martin                 | John Skehan            |
| Irlande     | RTÉ Radio 1                | Jimmy Greeley                | John Skehan            |
| Israël      | Télévision Israélienne     | pas de commentateur          | Yitzhak Shim'oni       |
| Israël      | Reshet Gimel               | Daniel Pe'er                 | Yitzhak Shim'oni       |
| Italie      | Rai Due                    | Rosanna Vaudetti             | Beatrice Cori          |
| Italie      | Rai Radio 1                | Franco Fabri                 | Beatrice Cori          |
| Luxembourg  | RTL Télévision             | Valérie Sarn                 | Frédérique Ries        |
| Luxembourg  | RTL Radio                  | André Torrent                | Frédérique Ries        |
| Norvège     | NRK                        | Veslemøy Kjendsli            | Erik Diesen            |
| Norvège     | NRK P1                     | Jahn Teigen & Erik Heyerdahl | Erik Diesen            |
| Portugal    | RTP1                       | Eládio Clímaco               | Maria Margarida Gaspar |
| Royaume-Uni | BBC1                       | Terry Wogan                  | Colin Berry            |
| Suède       | SVT TV1                    | Fredrik Belfrage             | Agneta Bolme-Börjefors |
| Suède       | SR P3                      | Jan Ellerås & Rune Hallberg  | Agneta Bolme-Börjefors |
| Suisse      | TSR                        | Serge Moisson                | Michel Stocker         |
| Suisse      | TV DSR                     | Bernard Thurnheer            | Michel Stocker         |
| Suisse      | TSI                        | Ezio Guidi                   | Michel Stocker         |
| Turquie     | TRT                        | Başak Doğru                  | Fatih Orbay            |
| Turquie     | TRT Radyo 3                | Bülent Osma                  | Fatih Orbay            |